# Kareng Lor
Kareng Lor is een bestuurslaag in het regentschap Probolinggo van de provincie Oost-Java, Indonesië. Kareng Lor telt 4671 inwoners (volkstelling 2010).